# Lapide Pasteria
Lapide Pasteria (Lapidi Pastiria in siciliano) è una frazione del comune di Calatabiano nella città metropolitana di Catania.
Formatasi nella seconda metà del XIX secolo, è attraversata dalla Strada Statale 114 e dista circa 1,5 km dal centro capoluogo.
È divisa in due parti distinte dal torrente che attraversa l'abitato: Pasteria a nord e Lapide a sud.
La chiesa parrocchiale, del 1902, è dedicata a san Giuseppe.
L'economia è basata sull'agricoltura (agrumi, nespole) e su piccole imprese industriali di recente costituzione.